# Тимчасове вивезення
Тимчасо́ве ви́везення — це митний режим, відповідно до якого українські товари або транспортні засоби комерційного призначення вивозяться за межі митної території України з умовним повним звільненням від оподаткування митними платежами та без застосування заходів нетарифного регулювання зовнішньоекономічної діяльності і підлягають реімпорту до завершення встановленого строку без будь-яких змін, за винятком звичайного зносу в результаті їх використання.
Умови поміщення товарів, транспортних засобів комерційного призначення у митний режим тимчасового вивезення:
- режим застосовується до товарів, транспортних засобів комерційного призначення, що безпосередньо вивозяться за межі митної території України;

- митний орган, що здійснює випуск товарів, транспортних засобів комерційного призначення у митному режимі тимчасового вивезення, повинен пересвідчитися у можливості ідентифікації цих товарів, транспортних засобів при їх реімпорті;

- транспортні засоби комерційного призначення, поміщені у митний режим тимчасового вивезення, можуть піддаватися операціям технічного обслуговування та ремонту, необхідність в яких виникла протягом строку перебування у митному режимі тимчасового вивезення.

Строк тимчасового вивезення товарів, транспортних засобів комерційного призначення встановлюється митним органом у кожному конкретному випадку, але не повинен перевищувати трьох років з дати поміщення товарів, транспортних засобів комерційного призначення у зазначений митний режим.
Завершення митного режиму тимчасового вивезення:
- митний режим тимчасового вивезення завершується шляхом реімпорту товарів, транспортних засобів комерційного призначення;

- дозволяється завершення митного режиму тимчасового вивезення шляхом випуску товарів у митному режимі експорту;

- митний режим тимчасового вивезення припиняється митним органом у разі конфіскації товарів, транспортних засобів комерційного призначення, їх повної втрати внаслідок аварії або дії обставин непереборної сили.